# Чемерница (гора)
Чемерница — гора в Республике Сербской, одна из гор Динарского нагорья. Находится на территории общин Кнежево, Мрконич-Град и Баня-Лука. Её высота составляет 1 339 метров над уровнем моря. Гора находится восточнее от горы Маняча, у её подножия текут реки Врбас и Врбаня и находятся населенные пункты Котор-Варош, Агино-Село, Бочац и т.д. Сама гора ненаселена.
В северной и центральной частях горы находится несколько источников воды, в то время как её южная часть безводная. На горе растут граб обыкновенный, ясень и бук. Северо-восточные склоны горы используются как пастбища для выпаса скота.
- Каньон реки Врбас у подножия горы